# Weidenbusch (Fraktion)

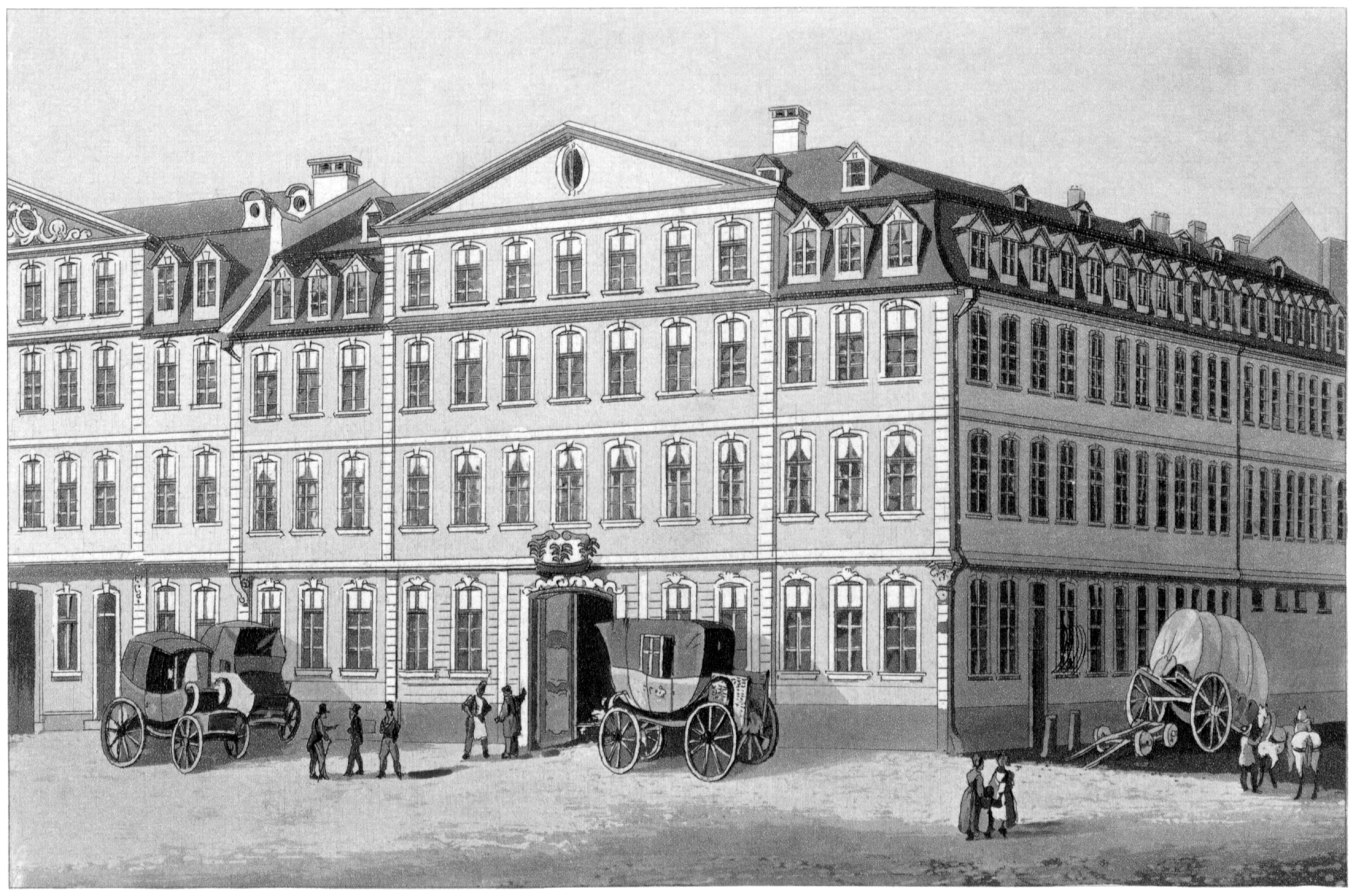
Das Hotel Weidenbusch im Jahr 1836

Weidenbusch nennt man eine Gruppe von Abgeordneten der Frankfurter Nationalversammlung. Wie bei den meisten Fraktionen der Nationalversammlung bezieht sich der Name auf den üblichen Versammlungsort der Fraktionsangehörigen in Frankfurt am Main. Benannt war diese Gruppe nach der Gaststätte, in der sie tagte, dem Hotel Weidenbusch am Steinweg in der Frankfurter Innenstadt. 1905 wurde es abgerissen.
Bei den Beratungen um eine neue Reichsverfassung strebte diese Fraktion nach einem Kleindeutschland, in dem der preußische König als Kaiser der Deutschen amtieren würde. Man nennt diese Richtung um den Reichsministerpräsidenten Heinrich von Gagern auch die erbkaiserliche Richtung. 

## Positionen
Nach Eröffnung der Frankfurter Nationalversammlung am 18. Mai 1848 hatten sich rasch Fraktionen gebildet. Diese Einteilung wurde Anfang 1849 durch einen Gegensatz überlagert. Die Befürworter eines Großdeutschland (unter Einschluss von Österreich) trafen sich im Lokal Mainlust, die Erbkaiserlichen im Weidenbusch. Inhaltlich dazwischen stand die Gruppe des Braunfels.
Die Gruppe der Erbkaiserlichen im Weidenbusch etablierte sich um den 17./19. Februar 1849. Sie bestand vor allem aus protestantischen Norddeutschen aus dem gemäßigt liberalen Casino, ferner aus dem Landsberg und dem Augsburger Hof. Zum Weidenbusch kamen später auch Abgeordnete des Württemberger Hofs und der Westendhall sowie Konservativ-liberale um Georg von Vincke.
Es gab in der Fraktion große Meinungsverschiedenheiten: Einige forderten ein demokratisches, andere ein ungleiches Wahlrecht, einige ein suspensives (aufschiebendes) Veto des Kaisers, andere ein absolutes. Dank des sogenannten Pakts Simon-Gagern mit Heinrich Simon vom Braunfels erhielt die erbkaiserliche Richtung bei den entscheidenden Abstimmungen eine Mehrheit in der Nationalversammlung. Im Gegenzug kamen bestimmte demokratische Elemente in die Verfassung bzw. ins Wahlgesetz.
Der preußische König lehnte im April 1849 jedoch die Kaiserwürde ab. Am 10. Mai kam es im Weidenbusch zur Spaltung: Eine Minderheit wollte wie die Linke eine Reichsverfassungskampagne durchführen, die unter dem Schutz des Reichsverwesers stand, oder aber Gagern sollte vorläufig als Reichsstatthalter anstelle eines Fürsten amtieren. Beide lehnte solche Pläne zwar ab, dennoch brachte diese Minderheit im Weidenbusch zusammen mit der Linken am 19. Mai eine Mehrheit zustande, um den Reichsververweser abzusetzen. Die meisten Liberalen verließen daraufhin die Nationalversammlung, die danach nur noch 150, vorwiegend linke Mitglieder hatte.